# 林一太朗
林 一太朗（はやし いちたろう、2005年2月22日 - ）は日本の子役。クラージュキッズ所属 。

## 出演

### ドラマ
- 砂の器 ‐ 本浦秀夫（青年期） 役
- NHK BSプレミアム「PTAグランパ!」 - 内田優貴人 役
- NHK BSプレミアム「PTAグランパ2!」 - 内田優貴人 役
- AbemaTVオリジナルドラマ「やれたかも委員会」特別編 - 幼少の堀江貴文 役
- テレビ朝日「相棒」
- TBS「わたしを離さないで」 - レギュラークラスメイト
- TBS金曜ドラマ「表参道高校合唱部」
- テレビ朝日「仮面ライダーゼロワン」第4話 - 男子学生 役
- 警視庁ゼロ係〜生活安全課なんでも相談室〜 第5シリーズ（2021年） - 高山俊 役

### 映画
- 松竹短編映画「シニアマン」
- 「蚤とり侍」 - 寺子屋の子供たち役

### TV
- TBS「バース・デイ」
- NTV「幸せ!ボンビーガール」
- NTV「解決!ナイナイアンサー」
- 毎日放送「知っとこ!新春スペシャル〜元気全開!こどものチカラ」
- フジテレビ「OV監督」「オモクリ監督」

### CM
- タカラトミー「ポケモン激突バトルコロシアム」
- 愛知県トラック協会